# Unger Brothers
Unger Brothers (Unger Bros, Братья Унгер) — американская компания, производитель ювелирных изделий, существовавшая в 1872—1919 годах в городе Ньюарк штата Нью-Джерси. Наиболее известна по своим серебряным изделиям, выполненным в стилистике модерна. Произведения фирмы входят в коллекции прикладного искусства крупных музеев США, таких как Метрополитен-музей, музей Бруклина, Смитсоновский музей дизайна Купер Хьюитт и других.

## История

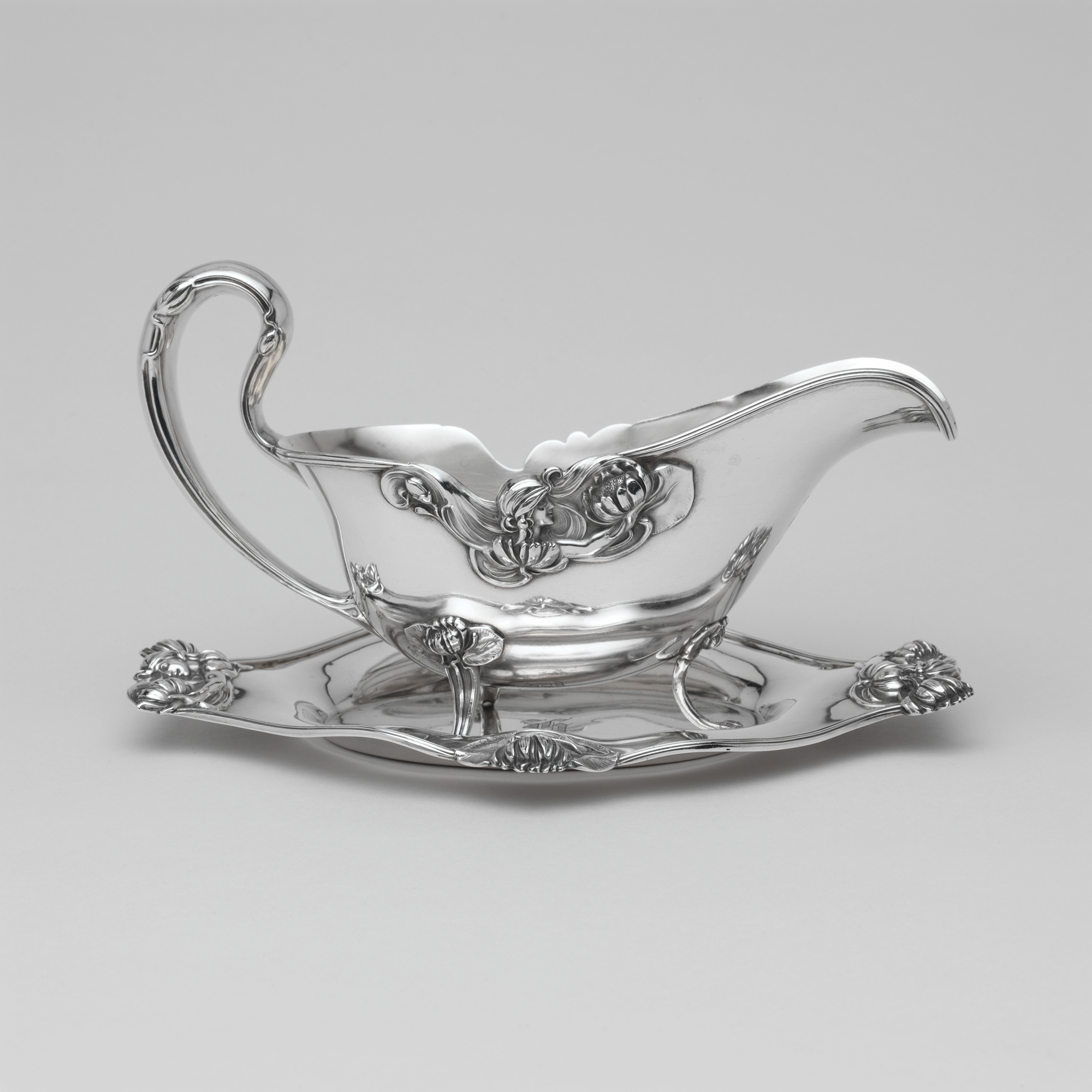
Соусник на подносе, между 1900 и 1910, из коллекции Метрополитен-музея

Пятеро братьев Унгер были вовлечены в семейный ювелирный бизнес на различных ролях, начиная с 1870 года ещё до основания собственного юридического лица. В 1872 основывается первая компания, носившая название «Unger and Keen», которая в 1876 изменила название на «Unger and Company». К 1879 году трое из пяти братьев умирают, двое оставшихся — Герман и Юджин проводят реорганизацию фирмы под названием «Unger Brothers». К этому моменту фирма состояла из четырёх отделений в Ньюарке, включая фабрику с розничным магазином, и офис в Нью-Йорке.
Фирма выпускает ювелирные изделия до 1916 года, затем переключается на выпуск туалетных принадлежностей, вплоть до момента продажи бизнеса в 1919 году.

## Продукция

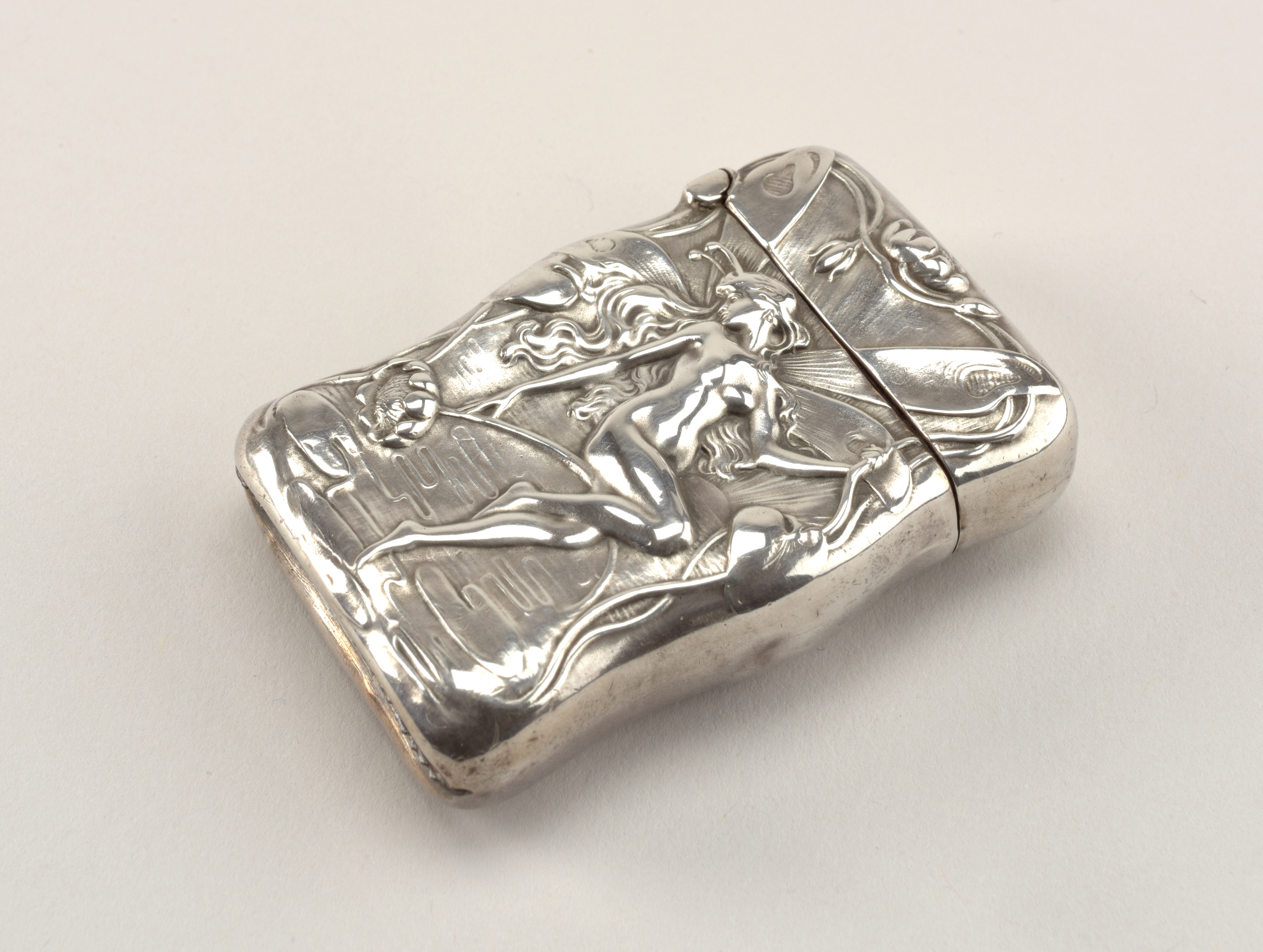
Спичечница, около 1904 года, из коллекции Смитсоновского музея дизайна Купер Хьюитт

В момент основания производила исключительно изделия из золота, начиная с 1890 года всё больший приоритет начал отдаваться серебряным. Кроме ювелирных изделий производила посуду и изделия из стекла.
Главным дизайнером был Филомен Олин Дикенсон, который являлся братом жены Юджина Унгера и впоследствии стал одним из партнёров фирмы. Под его влиянием фирма переключилась на выпуск вычурных изделий в стиле Ар Нуво, которые принесли узнаваемость бренду в последующие периоды. Начиная с 1910 года дизайн меняется в сторону упрощения и прямых линий.